# مارک هاینز
مارک هاینز (چکی: Marek Heinz؛ زادهٔ ۴ اوت ۱۹۷۷) یک بازیکن فوتبال اهل جمهوری چک است.
وی همچنین در تیم ملی فوتبال جمهوری چک بازی کرده‌است.